# The Turn of a Friendly Card
The Turn of a Friendly Card ist ein Progressive-Rock-Album der britischen Band The Alan Parsons Project und wurde 1980 veröffentlicht. Das Konzeptalbum behandelt das Thema Glücksspiel und gibt in groben Zügen die Geschichte eines Mannes mittleren Alters wieder, der, ruhelos geworden, den Entschluss fasst, ins Casino zu gehen und dort all sein Geld aufs Spiel setzt, nur um schließlich alles zu verlieren. Seite 2 der ursprünglichen Vinyl-LP bestand aus dem Instrumentaltitel The Gold Bug und einem zusammenhängenden Musikstück, welches in älteren CD-Versionen mit Indexpunkten versehen und in den Neueren in fünf Einzeltitel aufgeteilt ist. The Turn of a Friendly Card ist außerdem durch die Auskopplung der moderaten Hits Games People Play und Time bekannt, wobei bei letzterem Eric Woolfson an den Leadvocals debütierte.
Sämtliche CD-Remasters von The Turn of a Friendly Card wurden in der Tonhöhe angepasst und so auf Kammertonhöhe gebracht.

## Titelliste
Alle Titel von Alan Parsons und Eric Woolfson
1. May Be a Price to Pay – 4:58
2. Games People Play – 4:22
3. Time – 5:04
4. I Don’t Wanna Go Home – 5:03
5. The Gold Bug (Instrumental) – 4:34
6. The Turn of a Friendly Card (Part One) – 2:44
7. Snake Eyes – 3:14
8. The Ace of Swords (Instrumental) – 2:57
9. Nothing Left to Lose – 4:07
10. The Turn of a Friendly Card (Part Two) – 3:22

The Turn of a Friendly Card wurde 2008 remastered und mit folgenden Bonustracks wiederveröffentlicht:
1. May Be a Price to Pay [Intro/Demo]
2. Nothing Left to Lose [Basic Backing Track]
3. Nothing Left to Lose [Chris Rainbow Overdub Compilation]
4. Nothing Left to Lose [Early Studio Version with Eric's Guide Vocal]
5. Time [Early Studio Attempt]
6. Games People Play [Rough Mix]
7. The Gold Bug [Demo]

## Kommerzieller Erfolg

### Chartplatzierungen
| ChartsChartplatzierungen       | Höchstplatzierung | Wochen/ Monate |
| ------------------------------ | ----------------- | -------------- |
| Deutschland (GfK)              | 2 (50 Wo.)        | 50 Wo.         |
| Österreich (Ö3)                | 2 (8 Mt.)         | 8 Mt.          |
| Vereinigte Staaten (Billboard) | 13 (58 Wo.)       | 58 Wo.         |
| Vereinigtes Königreich (OCC)   | 38 (4 Wo.)        | 4 Wo.          |

| ChartsJahrescharts (1981) | Platzierung |
| ------------------------- | ----------- |
| Deutschland (GfK)         | 8           |
| Österreich (Ö3)           | 5           |

### Auszeichnungen für Musikverkäufe
| Land/Region               | Auszeichnungen für Musikverkäufe (Land/Region, Auszeichnung, Verkäufe) | Verkäufe  |
| ------------------------- | ---------------------------------------------------------------------- | --------- |
| Deutschland (BVMI)        | Gold                                                                   | 250.000   |
| Kanada (MC)               | 2× Platin                                                              | 200.000   |
| Neuseeland (RMNZ)         | Gold                                                                   | 10.000    |
| Niederlande (NVPI)        | Gold                                                                   | 50.000    |
| Vereinigte Staaten (RIAA) | Platin                                                                 | 1.000.000 |
| Insgesamt                 | 3× Gold · 3× Platin ·                                                  | 1.510.000 |